# Camp Bifrost

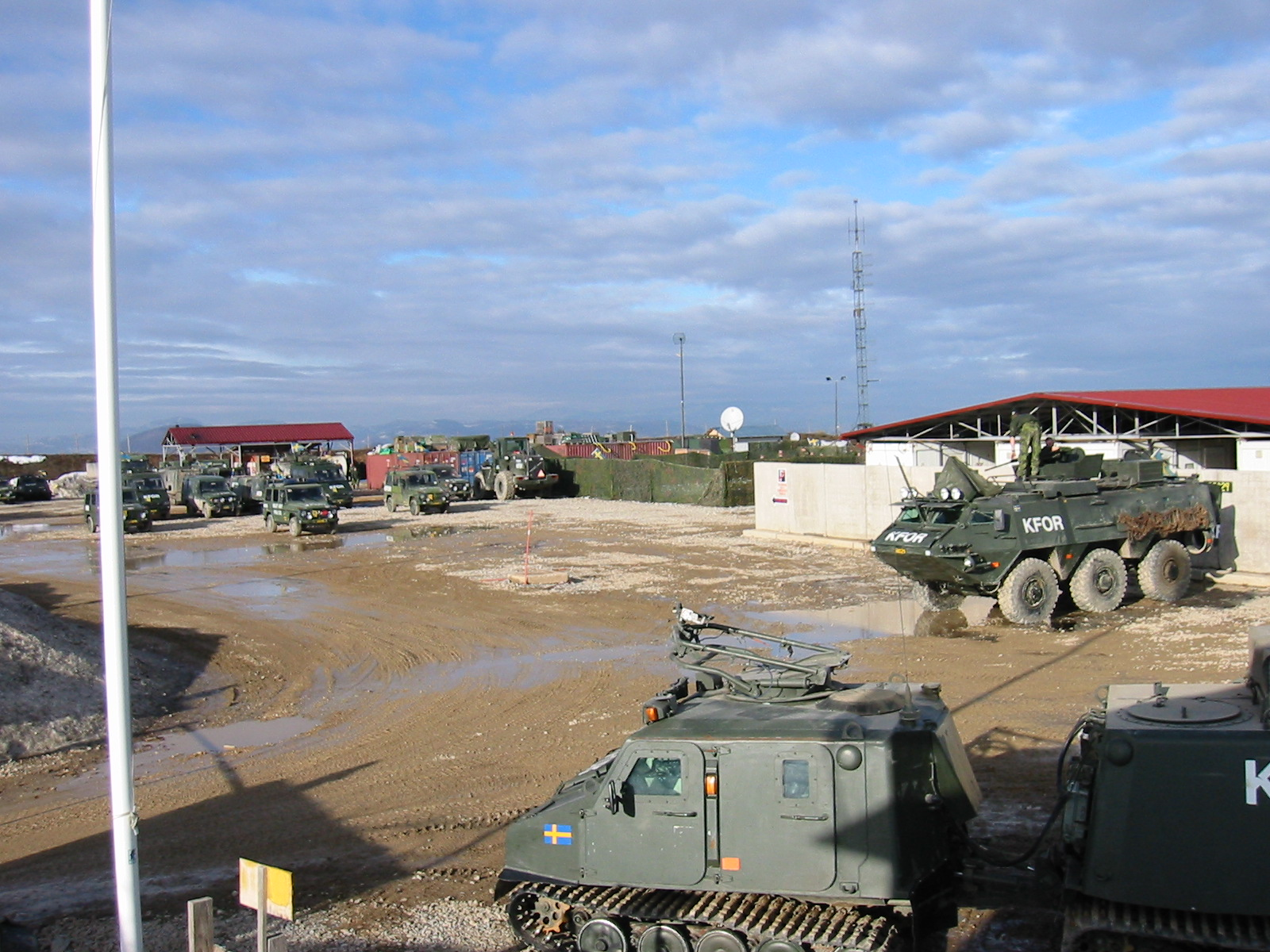
Camp Bifrost - Utsikt över fordonsplan, Jan 2002

Camp Bifrost var en postering för KFOR-styrkan i Kosovo mellan år 2000 och fram till april 2006. Posteringen benämndes från början Camp Arctic men bytte namn efter 6 månader. Här var ett skyttekompani ur den svenska KFOR-styrkan stationerat.
När Kosovo utropade sin självständighetsförklaring 2008 bidrog de efterföljande oroligheterna till att Camp Bifrost åter startades upp under februari 2008. Campen delades av svenska, finska och irländska soldater som bevakar gränsövergången. Anläggningen har dock inget permanent boende som tidigare.
Camp Bifrost låg fyra mil nordost om Pristina i Kosovo, vid gränsen mot Serbien.
Camp Bifrost blev också namnet på den Camp där AFISU (All Sourses Information Fusion Unit) har sitt högkvarter inom FN-insatsen MINUSMA i Mali . Campen ligger i Bamako.